# Stereo Realist

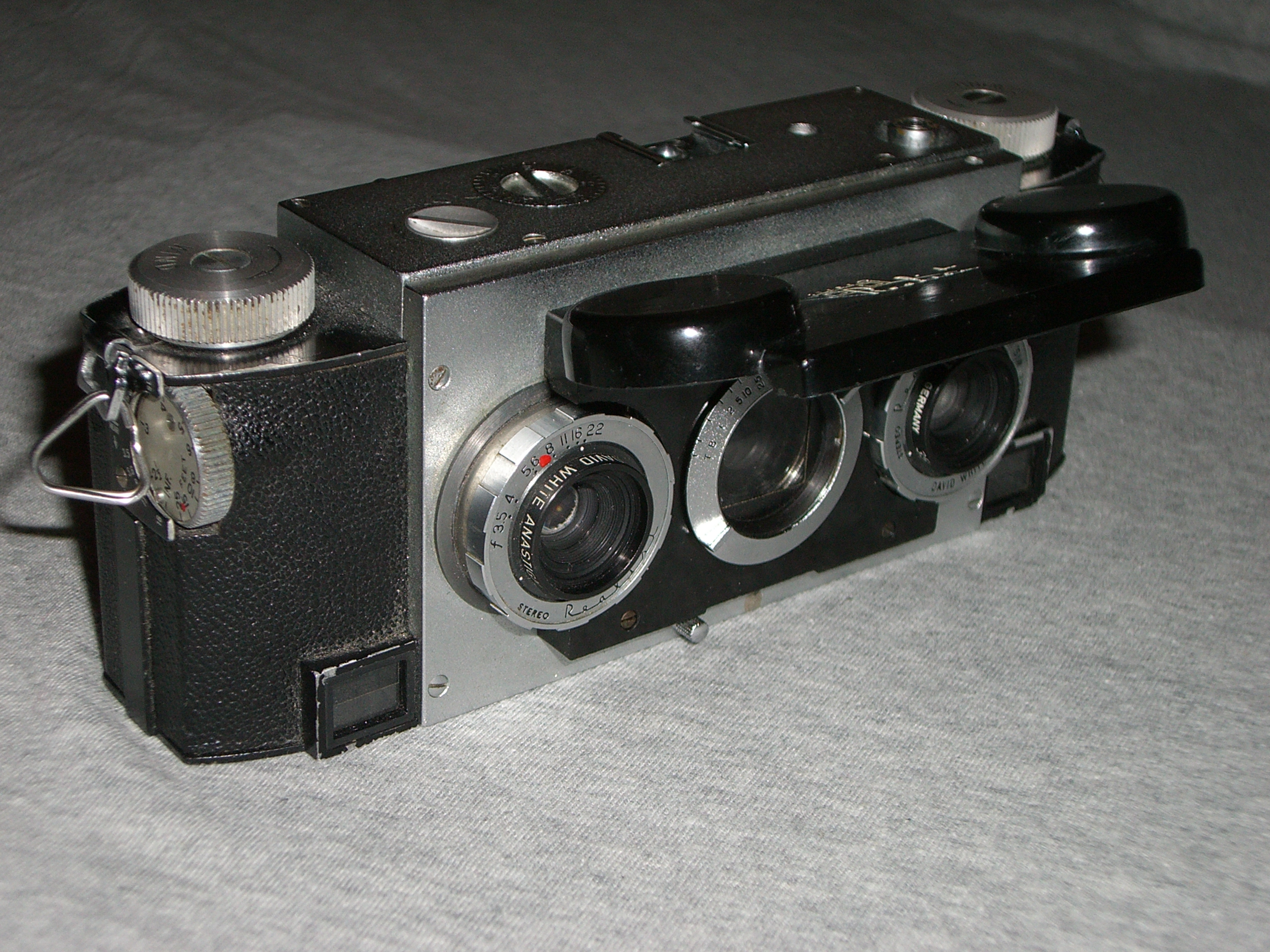
Una fotocamera Stereo Realist.

La Stereo Realist era una fotocamera stereoscopica prodotta dalla David White Company dal 1947 al 1971. Era la più popolare fotocamera stereoscopica da 35mm mai prodotta e iniziò l'era della famosa stereo fotografia della metà del XX secolo.

## Storia

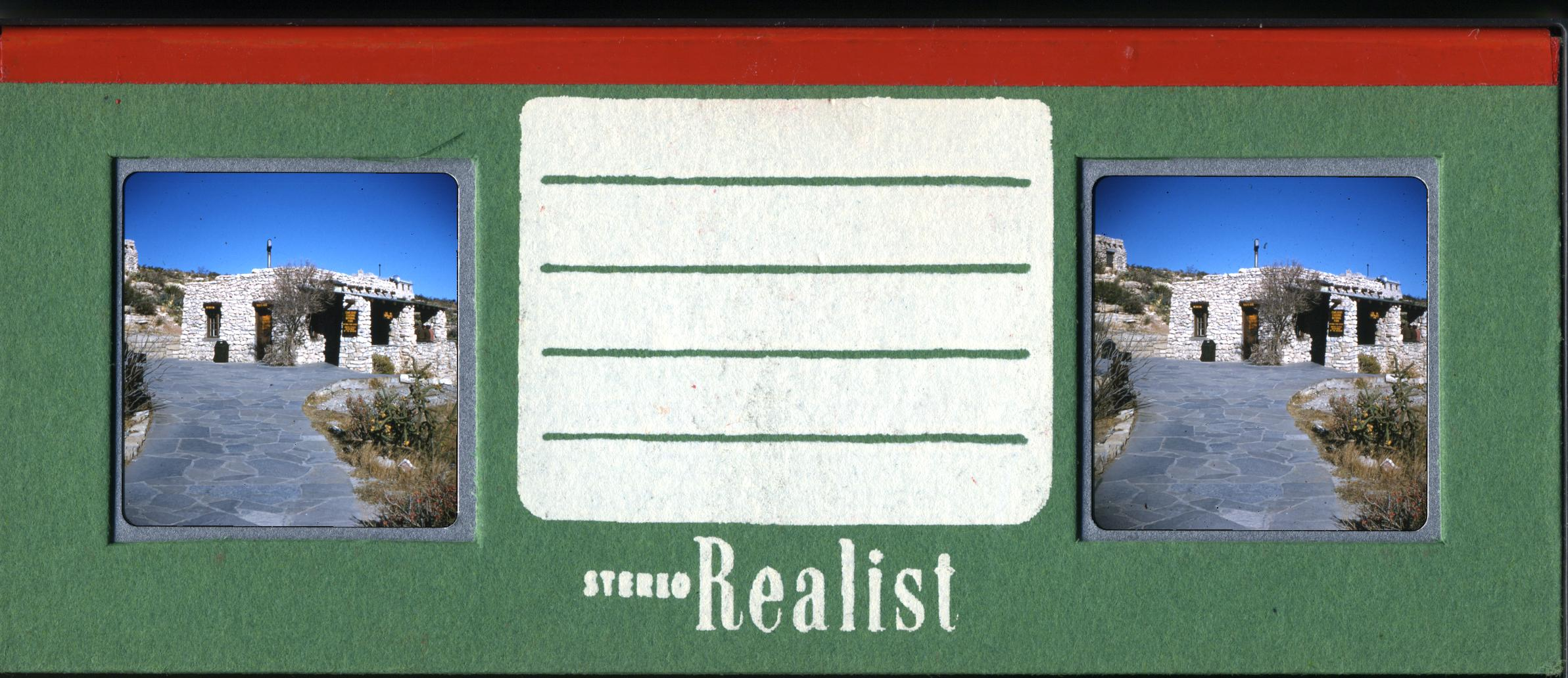
Diapositiva montata dal servizio di montaggio della Realist.

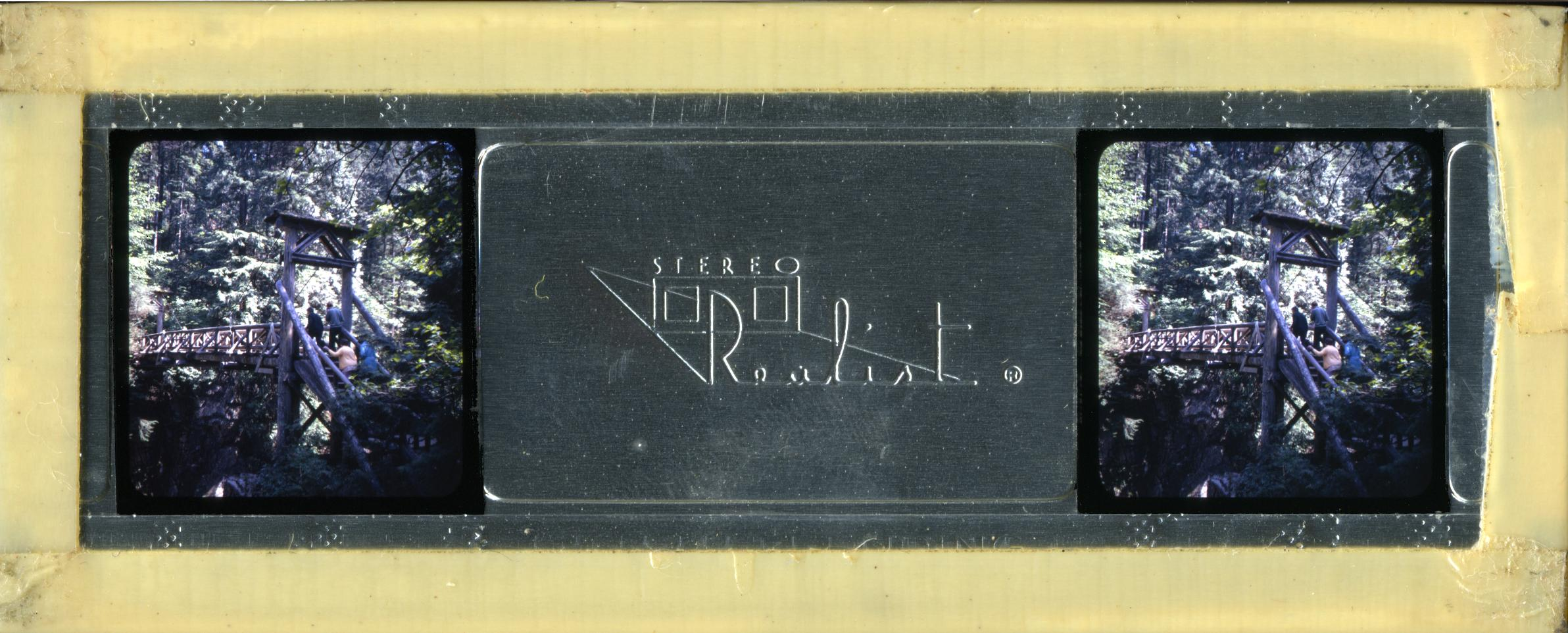
Diapositiva montata in vetro e sigillata con nastro adesivo.

Seton Rochwite era un appassionato di macchine fotografiche che iniziò a progettare e costruire le proprie fotocamere stereo nel 1929. Nel 1938, iniziò a lavorare su una che sarebbe stata adatta per la produzione commerciale; costruì il primo prototipo nel 1940. Lo portò alla David White Company di Milwaukee che, interessata al design, lo assunse nel 1943. La società iniziò a pubblicizzare la "Stereo Realist" sulle riviste di fotografia nel 1945, anche se non sarebbe stata prodotta prima della fine del 1947.
La David White Company ebbe un grande successo commercializzando il sistema Stereo Realist al pubblico. Oltre alle fotocamere stereo, erano disponibili speciali visualizzatori di diapositive, proiettori, taglierine per film, dispositivi di supporto per diapositive, custodie e altri accessori. Offrivano anche offerto un servizio di montaggio di diapositive stereo. Nel corso degli anni furono offerti diversi modelli di fotocamere, alcune con obiettivi e caratteristiche premium. L'architettura di base della fotocamera era condivisa da tutti i modelli.
Il sistema Stereo Realist si è rivelato così popolare che diverse aziende come Revere, Bell & Howell, Three Dimension Company (TDC) e Kodak realizzarono le loro fotocamere utilizzando lo stesso formato. Alcune offerte della concorrenza avevano caratteristiche che mancavano alla Realist o che erano più facili da usare, e la maggior parte erano meno costose, ma nessuna era così popolare. In particolare, la Kodak Stereo Camera, che era al contempo meno costosa e più facile da usare, avrebbe potuto superare la Realist se fosse stata rilasciata prima della fine del 1954.
A metà degli anni '50 il fascino del pubblico per le immagini stereo stava svanendo e, nel 1960, la Stereo Realist era l'unica fotocamera stereo dell'era degli anni '50 che era ancora in produzione. La produzione Realist si ridusse molto durante gli anni '60 cessando la produzione nel 1971. La David White Company, che negli anni '50 cambiò il suo nome in "Realist Inc.", lo cambiò nel 1990.

## Design e ingegneria

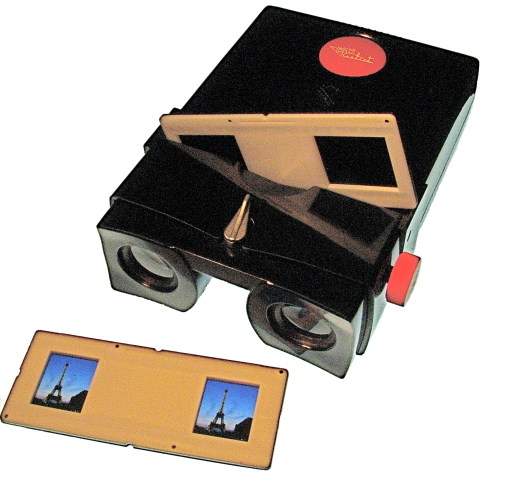
Visualizzatore di diapositive Stereo Realist con pulsanti rossi.

La Realist utilizzava pellicola standard da 135 . Le insolite proporzioni delle diapositive (l'immagine era larga 5 ruote dentate) divennero lo standard per le diapositive 3D noto come "5P" o "Formato Realist". È stata una pietra miliare significativa nella stereoscopia. La disposizione delle immagini sulla pellicola (su fotocamere in cui il film avanza da sinistra a destra 1R-blank-2R-1L-3R-2L-4R ...) sembrava arbitraria ma un semplice meccanismo consentiva l'avanzamento del film con scarso spreco di pellicola. Sebbene la procedura per usarlo fosse piuttosto elaborata, era disponibile un accessorio speciale che utilizzava il telaio altrimenti vuoto vicino all'inizio del rotolo per identificarlo. 

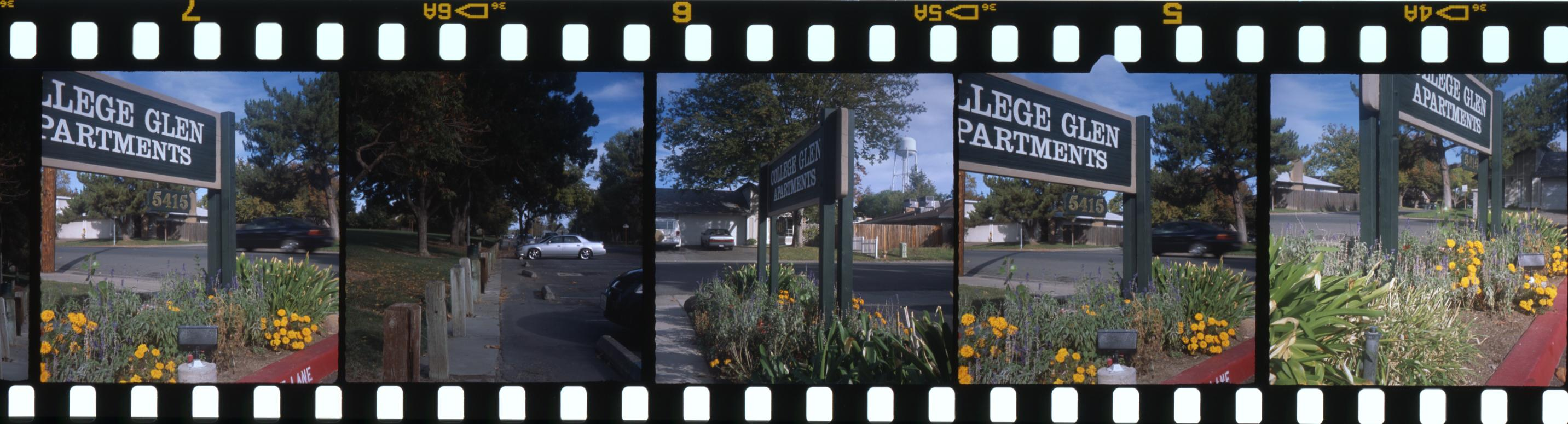
Striscia di immagine da una fotocamera Realist 45. Notare la tacca sopra l'immagine "5", che è l'immagine dell'occhio sinistro di una coppia con l'immagine 7 come immagine dell'occhio destro della stessa coppia.

Poiché gli obiettivi della fotocamera invertono l'immagine e la ruotano da sinistra a destra, orientando la striscia di pellicola in modo che l'immagine "su" sia rivolta verso l'alto e la sua "sinistra" sia verso sinistra, l'immagine dell'occhio sinistro della coppia stereo è verso lo spettatore a destra (vedi la foto inclusa). Si noti che nella Realist 45 la cartuccia del film viene caricata sul lato destro della fotocamera, causando il rovesciamento delle immagini rispetto ai numeri. La Realist Standard e la Kodak Stereo Camera hanno la cartuccia sul lato sinistro, quindi le immagini hanno lo stesso orientamento dei numeri.
La procedura per scattare una foto con una Stereo Realist è elaborata, rispetto a una fotocamera moderna. È necessario sollevare il copriobiettivo, mettere a fuoco, impostare manualmente l'apertura e la velocità dell'otturatore, inclinare l'otturatore e quindi scattare la foto. Il pulsante di rilascio di avvolgimento deve essere premuto brevemente mentre si inizia a caricare la pellicola sul fotogramma successivo. L'avvolgimento della pellicola viene quindi completato in modo che la fotocamera sia pronta per scattare un'altra coppia di immagini.
Le fotocamere del modello successivo presentavano un pulsante a doppia esposizione, che poteva essere estratto per fare una doppia esposizione altrimenti poteva essere lasciato al suo posto, e una scala di profondità di campo sulla manopola di messa a fuoco. Molti avevano anche segni rossi su f/6.3, 1/50 e su 6 metri. Queste erano "Le tre R nella fotografia stereo all'aperto" e si basava sull'allora pellicola per diapositive a colori ASA 10. Le fotocamere precedenti mancavano di queste funzionalità ma potevano essere aggiunte. Il pulsante di doppia esposizione doveva essere installato dalla casa madre, ma la scala della profondità di campo e i segni rossi potevano essere aggiunti da un rivenditore o persino dal proprietario della fotocamera. Pertanto, i modelli Realist più vecchi si trovavano talvolta con segni rossi o scale di profondità di campo, ma senza i pulsanti della doppia esposizione.
Una caratteristica delle fotocamere di tipo "Stereo Realist" è che gli obiettivi avevano a una separazione fissa, nota come "base stereo fissa", che era leggermente superiore alla distanza media tra gli occhi di una persona. La base stereo era ideale per soggetti a una distanza compresa tra 2 e 6 metri dalla fotocamera, che funzionava bene per la maggior parte delle foto, ma non sempre per gli scatti panoramici più distanti. Gli accessori erano disponibili per allungare efficacemente la base stereo per gli scatti scenici e ridurla per gli scatti macro, ma questi venivano usati raramente.

## Accessori e servizi di montaggio

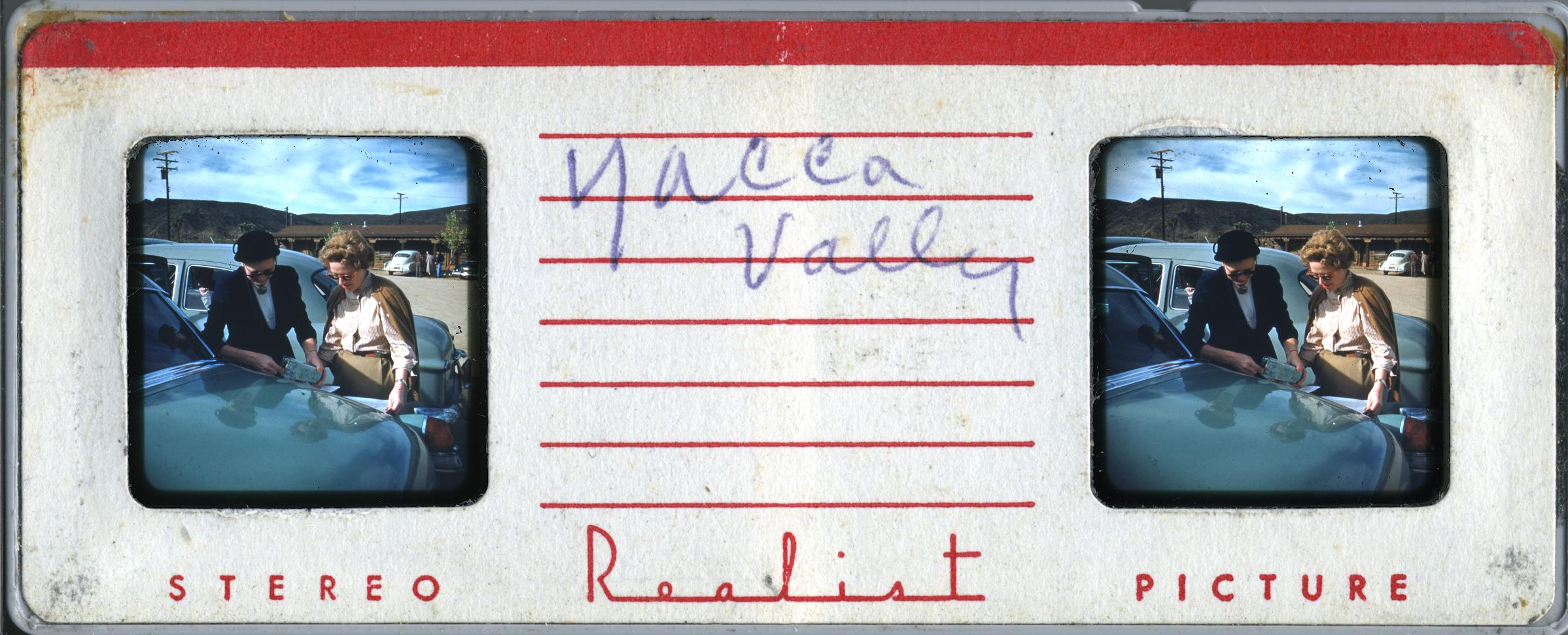
Lato posteriore (etichetta) di una Permamount

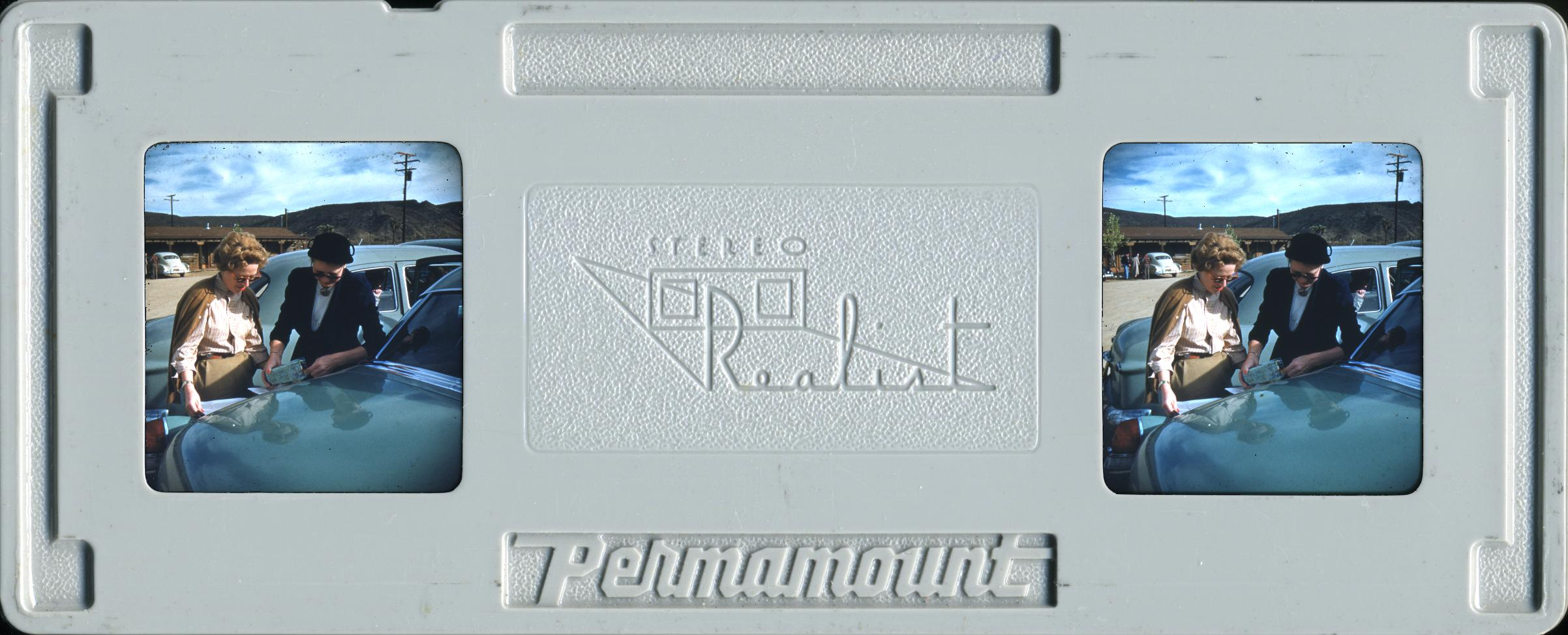
Lato anteriore (visuale) di Realist Permamount.

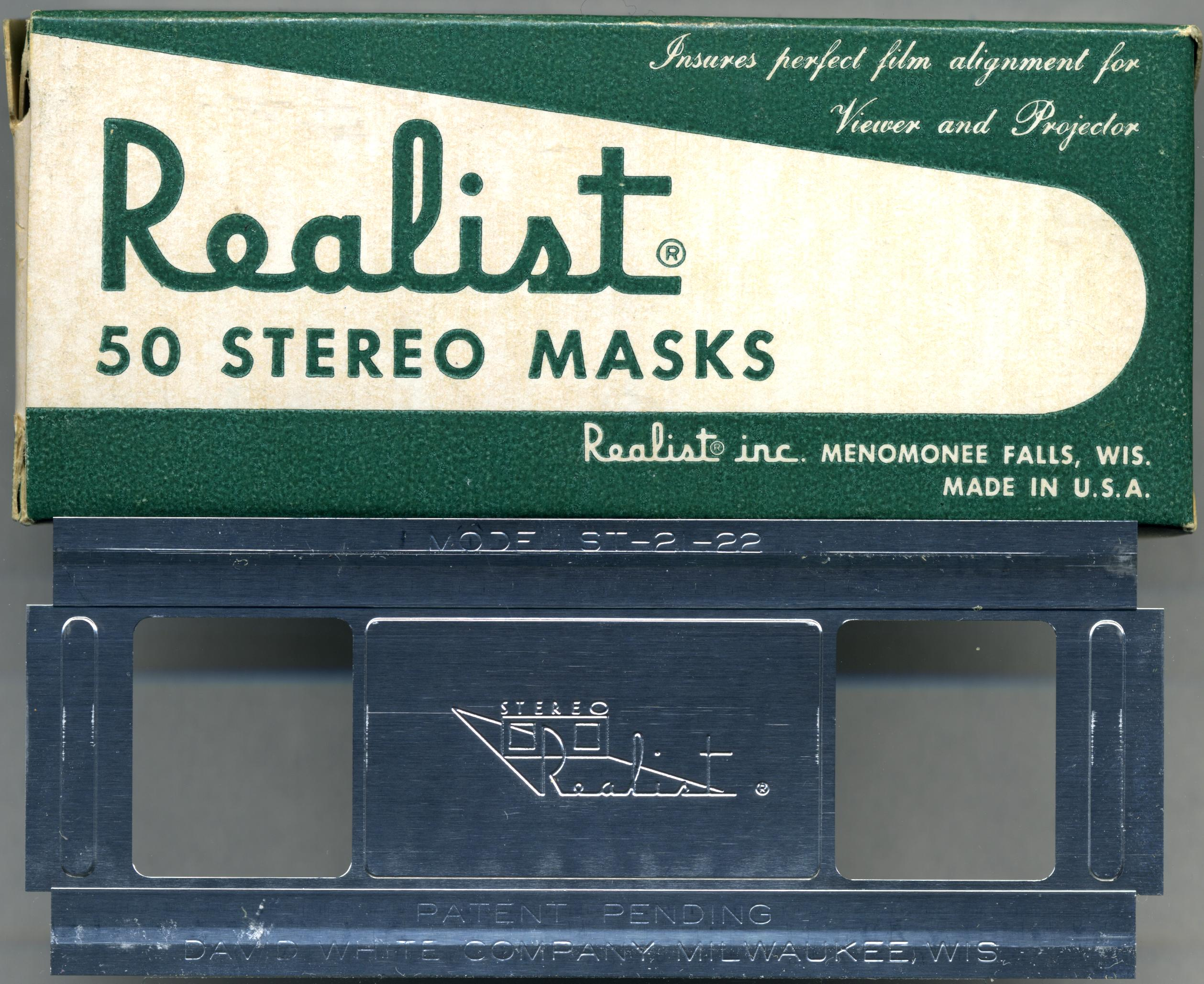
Maschera e scatola di alluminio Realist

Poiché la Realist aveva effettivamente creato un nuovo formato di diapositiva, i suoi utenti avevano bisogno di una nuova linea di accessori e servizi. La David White Company fu obbligata a produrre un intero sistema che includesse tutto il necessario per scattare, montare, visualizzare e archiviare diapositive stereo.
Tra gli accessori disponibili c'era un kit di montaggio completo che includeva un vassoio di smistamento, un taglia-pellicola, una pinzetta, tre diversi tipi di maschere in alluminio, cartelle di cartone, una maschera e un vetro di montaggio. Il vetro di montaggio poteva essere fissato con nastro di montaggio, cornici di rilegatura o con "Permamounts" di plastica.
I Permamounts furono considerati supporti premium, con un'etichetta su un lato e una finestra di visualizzazione ordinata sull'altro. Erano considerati adatti per la proiezione perché la struttura in plastica era abbastanza rigida per i caricatori automatici e nessuna plastica copriva l'area dell'immagine, quindi non c'erano interferenze con la polarizzazione. L'operatore del proiettore doveva fare attenzione a non lasciare la stessa diapositiva nel proiettore troppo a lungo, perché il calore alla fine avrebbe iniziato a deformare il supporto.
Gli accessori per la visualizzazione includevano diversi tipi di visori per diapositive, il proiettore Stereo Realist e gli occhiali polarizzati.
Erano disponibili vari tipi di custodie per diapositive, alcune delle quali potevano ospitare anche il visualizzatore.
La maggior parte di questi accessori furono realizzati anche da altre società, che a volte migliorarono le offerte Realist. I proiettori stereo realizzati dalla TDC (Three Dimension Company), ad esempio, erano molto più popolari del proiettore Stereo Realist. Alcuni utenti preferirono supporti di montaggio in cartone realizzati da terzi per la loro facilità d'uso, sebbene fossero generalmente considerati di qualità inferiore e non adatti alla proiezione. Le cornici e il vetro di montaggio Brumberger erano molto popolari tra gli utenti di proiettori stereo.
Tutti questi possono essere trovati su eBay in condizioni di usato o occasionalmente vecchi stock invenduti e alcuni di essi (o i loro equivalenti moderni) sono ancora prodotti.
Il servizio di montaggio Stereo Realist utilizzò diversi tipi di supporti durante la sua esecuzione. I primi supporti utilizzavano un tipo di maschera di cartone alluminizzata all'interno di una piega di cartone. Ciò tendeva a deformarsi con l'esposizione all'umidità, modificando l'allineamento dei clip della pellicola. Nelle raccolte di diapositive precedenti, i clip di pellicola potevano scivolare al punto che la diapositiva non era visualizzabile senza riadattamento e un clip di pellicola potrebbe anche cadere.
Le successive diapositive di questo servizio solitamente erano in "supporti di precisione" che contenevano una maschera di alluminio all'interno dello stesso modello di cartone pieghevole. I supporti di precisione potevano avere la scritta "precision mount" stampata esternamente.
Anche Kodak aveva un servizio di montaggio di diapositive stereo. Mentre i supporti utilizzati nel servizio Realist sembravano essere stati progettati per il montaggio manuale, i supporti Kodak sembravano essere stati realizzati esclusivamente per il montaggio di macchine ad alto volume. I supporti Kodak erano interamente in cartone e avevano l'aspetto di un singolo pezzo di cartone. I puristi non li raccomandarono per la proiezione perché la finestra stereo non era molto precisa e la montatura non era abbastanza rigida per il meccanismo di alimentazione automatica di alcuni proiettori stereo deluxe.

## Altri modelli
A parte lo standard f/3.5 della Realist (a.k.a. ST-41, modello 1041) c'erano molti altri modelli.

### Realist 2.8 (a.k.a. ST-42, modello 1042)
Questo modello presentava obiettivi f/2.8 a quattro elementi anziché degli obiettivi f/3.5 a tre elementi utilizzati dallo standard Realist. La maggior parte degli utenti in condizioni di utilizzo normale non poteva notare la differenza, sebbene gli obiettivi f/3.5 avevano un contrasto leggermente migliore. Gli obiettivi f/3.5 mostravano tutti la vignettatura ad aperture più piccole, mentre gli obiettivi f/2.8 no. Gli obiettivi f/2.8 funzionavano anche meglio con obiettivi supplementari.
In tempi più recenti, i Realist f/2.8 furono favoriti per l'ampliamento 7P, perché i loro obiettivi coprivano adeguatamente il telaio più largo, mentre gli obiettivi f/3.5 non potevano farlo.

### Realist Custom (modello 1050)
Il Realist Custom presentava obiettivi "rare earth" f/2.8 di alta qualità. Aveva anche una finitura cromo satinata spazzolata di qualità superiore e manopole più grandi. La Custom usava una pelle di canguro a grana grossa più spessa piuttosto che la pelle di capra standard utilizzata su altri modelli. Il telemetro aveva dettagli che facevano dei clic udibili mentre la fotocamera metteva a fuoco. Il contatore dell'esposizione eseguiva il conto alla rovescia anziché verso l'alto, con segni rossi sui numeri di esposizione stereo 16 (per 20 rotoli di esposizione) e 29 (per 36 rotoli di esposizione). La Custom inoltre veniva fornita con una targhetta che riportava incisa la scritta "Realist Custom".
A parte le differenze più evidenti, la Custom aveva altri perfezionamenti. Per le Custom venivano utilizzate solo le parti migliori e gli obiettivi "rare earth" erano assemblati in modo più preciso rispetto ad altre fotocamere.

### Realist 45 (modello 1045)

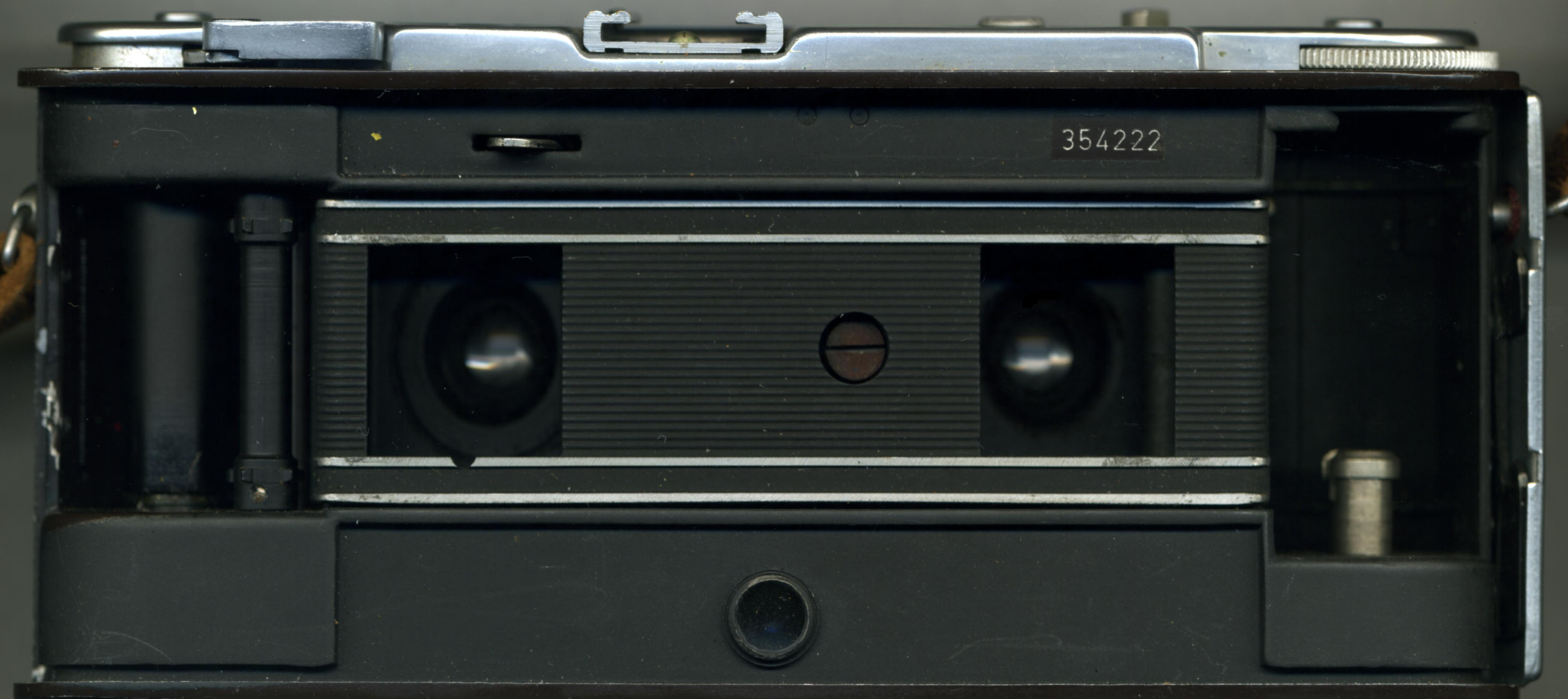
Realist 45 con il coperchio rimosso, che mostra l'alloggiamento della pellicola.

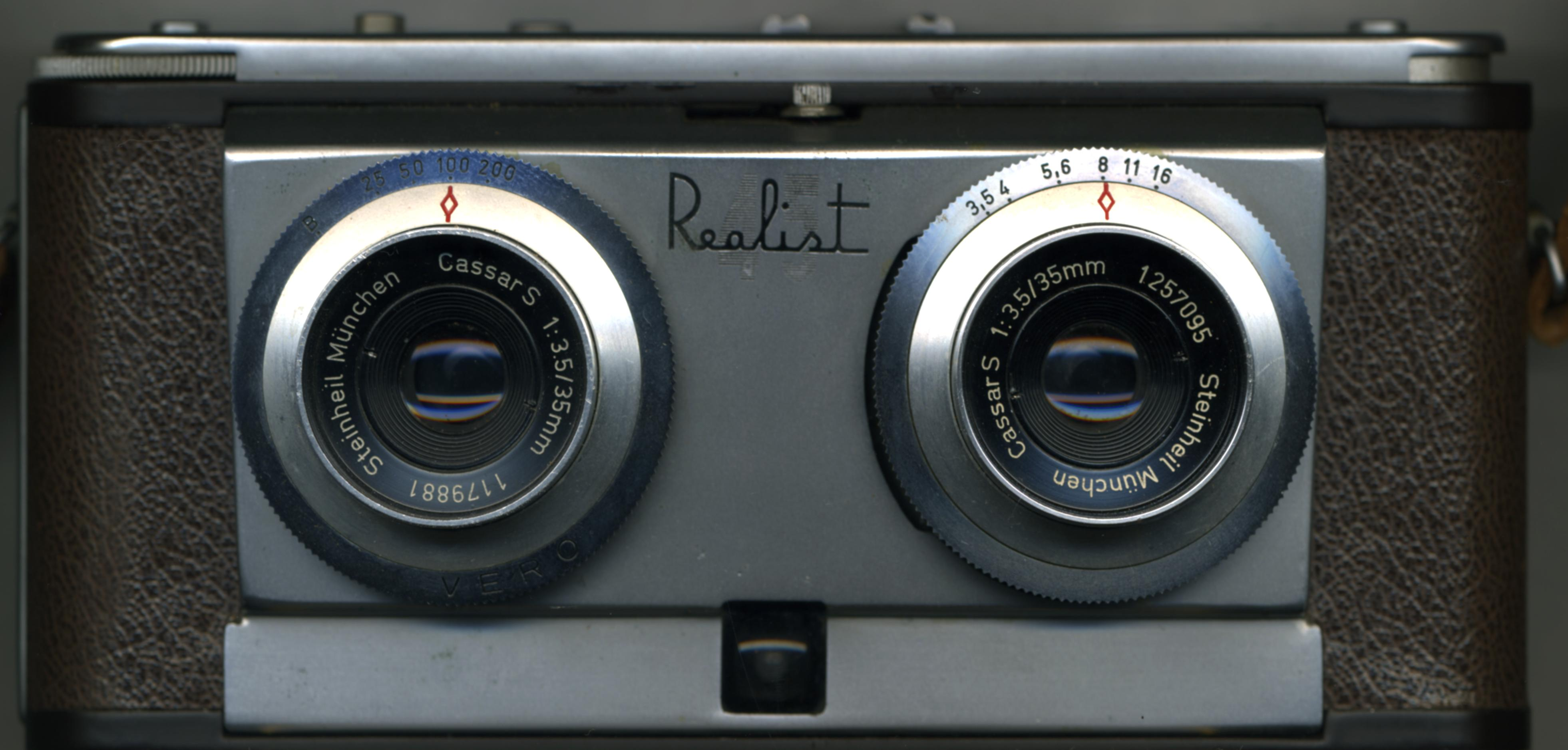
Fotocamera Realist 45

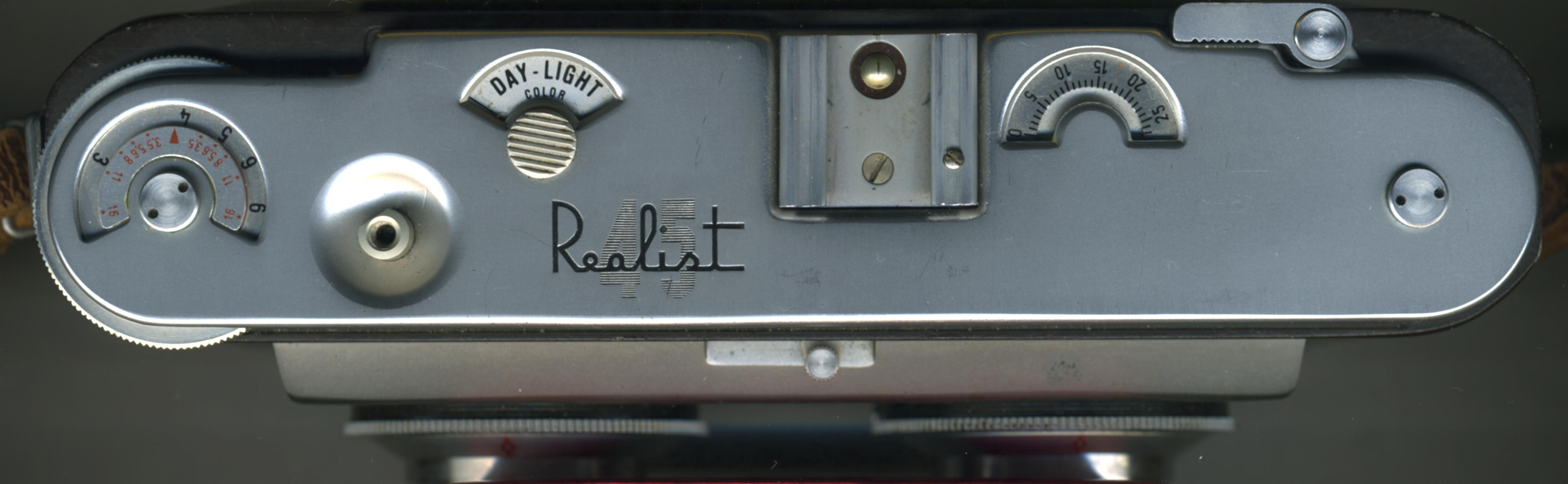
Realist 45 vista dall'alto, si nota il controllo della messa a fuoco montato in alto.

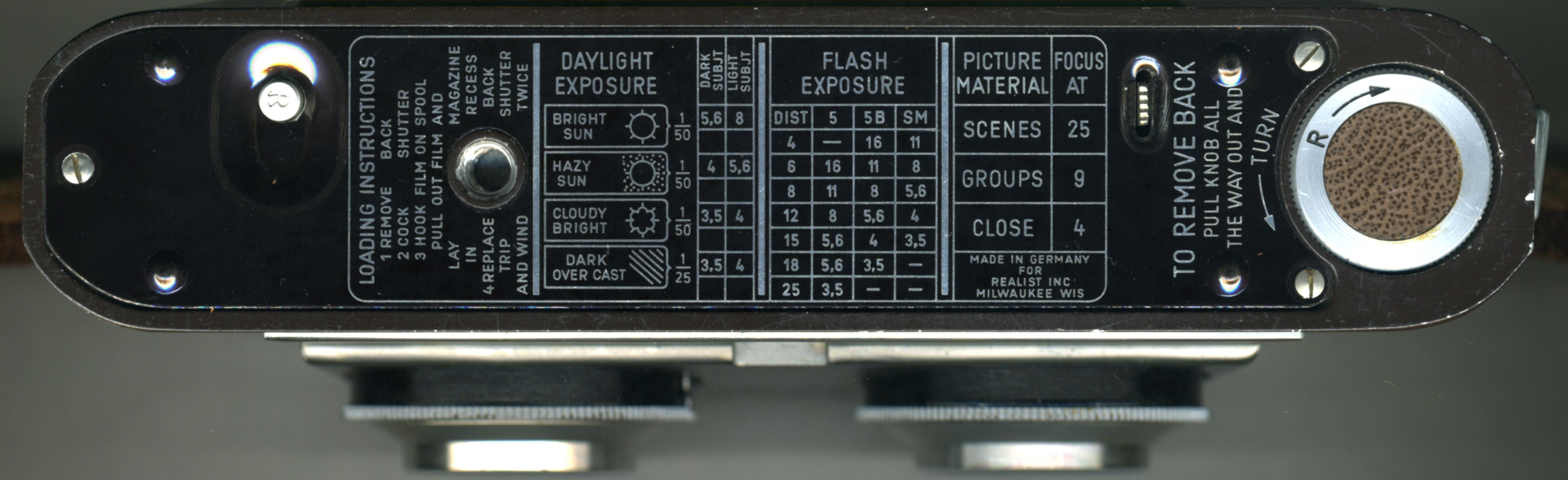
Realist 45 vista dal basso

La Realist 45 era una versione ridotta della Iloca Stereo Rapid di fabbricazione tedesca senza telemetro e autoscatto. Fu commercializzata dalla Realist Inc. negli Stati Uniti, apparentemente come una fotocamera economica e facile da usare per competere con la fotocamera stereo Kodak.
Sebbene il design era chiaramente diverso, la Realist 45 aveva caratteristiche diverse in comune con la fotocamera stereo Kodak. Era dotata di un otturatore armato automaticamente. La funzione della doppia esposizione era integrata e con comando manuale. In alto c'era anche un indicatore del tipo di pellicola.
La Realist 45 differiva dalla Kodak Stereo Camera in diversi modi: il trasporto della pellicola Realist 45 era dotato di una leva oscillante che consentiva un avvolgimento rapido, una funzionalità utile per coloro che desideravano scattare molti pose rapidamente. A differenza del Kodak, il Realist 45 aveva una manopola di messa a fuoco montata in alto che spostava il piano della pellicola in modo simile al Realist standard. C'era una scala di profondità di campo integrata nella manopola che arrivava fino a f/16. Il contatore dell'esposizione montato in alto contava più che verso il basso, come il contatore Kodak.
Le impostazioni di apertura erano su un anello montato sull'obiettivo sinistro, le aperture andavano da f/3.5 a f/16 con tutti gli f-stop contrassegnati. La velocità dell'otturatore era impostata da un anello montato sull'obiettivo destro e includeva B, 1/25, 1/50, 1/100 e 1/200.
La parte inferiore della fotocamera conteneva la leva di rilascio della manopola di riavvolgimento, il pulsante di rilascio del riavvolgimento e la manopola di riavvolgimento, che veniva utilizzata anche per aprire la parte posteriore. La stampa sul fondo includeva istruzioni per il caricamento, la tabella di esposizione alla luce del giorno, la tabella di esposizione al flash, (entrambe basate su pellicola ASA 10) e suggerimenti per le più comuni impostazioni di messa a fuoco.
La Realist 45 presentava anche la hot shoe vecchio stile di allora (indicata come clip per accessori). Questa era più versatile al momento del rilascio perché gli consentiva di utilizzare la maggior parte degli accessori flash contemporanei, e negli ultimi anni rese molto più facile trovare un adattatore per le moderne unità flash elettroniche di quanto non fosse per la Kodak.
A differenza del Realist Standard, il Realist 45 non è quasi mai disponibile su eBay, ma esce su una base abbastanza regolare e di solito è venduta per 100–200 dollari in buone condizioni.

### Vecchi Realist
Nel 1970 la Olden Camera and Lens Company di New York organizzò l'acquisizione di circa 500 Realist f/2.8 (modello 1042) che furono venduti con il nome Olden per circa sei anni. Questi erano simili nell'aspetto alle normali fotocamere modello 1042, ma avevano un adesivo sulla targhetta con il nome della società Olden.
Poiché furono realizzati con parti rimaste, comprese le parti destinate ai Realist Custom, avevano una combinazione variabile di funzioni delle fotocamere Modello 1042 e Modello 1050. Per questo motivo, alcuni furono venduti da terze parti sul mercato delle macchine fotografiche usate come Realist Customs (modello 1050) sebbene avessero solo alcune delle caratteristiche che li distinguevano dai normali Realist modello 1042.
Da quando le fotocamere Olden Realist furono vendute per la prima volta nel 1970 e le vendite continuarono per circa sei anni, furono alcuni degli ultimi nuovi Stereo Realist venduti.

### Macro Realist (modello 1060)
Il Macro Realist a.k.a. modello 1060 aveva lo stesso corpo del normale Stereo Realist ma era una fotocamera completamente diversa. Il Macro Realist fu progettato per stereografare soggetti distanti da 4 a 5 ½ pollici (da 10 a 14 cm). Fu inventato da Clarence G. Henning.
A differenza del normale Realist, aveva una messa a fuoco fissa e un'apertura fissa. I requisiti tecnici del lavoro macro relativi alla distanza interoculare di 15 mm imponevano che il soggetto fosse ad una certa distanza dalla fotocamera, quindi un paio di "braccia" situate davanti all'obiettivo mostravano dove doveva trovarsi il soggetto. La fotocamera era tenuta da un'impugnatura con un pulsante di scatto incorporato e l'illuminazione avveniva attraverso un'unità flash elettronica venduta con la fotocamera. L'unica caratteristica mancante che lo avrebbe reso davvero conveniente era un avanzamento della pellicola motorizzato, una caratteristica davvero rara per le macchine fotografiche di quell'epoca.
C'era un singolo otturatore per entrambi gli obiettivi, assicurando così una perfetta sincronizzazione, una considerazione importante quando stereografi insetti vivi. Le velocità dell'otturatore disponibili variavano da "B" e "T" fino a 1/125, sebbene la velocità dell'otturatore facesse poca differenza quando si utilizzava il flash elettronico.
Realist Inc. uscì anche con un kit obiettivo accessorio, modello 1525, che permetteva di allontanarsi dal soggetto (-3) o avvicinarsi (+3, +6 e +10). Ogni obiettivo era dotato di un set personalizzato di braccia che mostrava la gamma di messa a fuoco. L'interoculare era rimasto a 15 mm, ovviamente, quindi l'ingrandimento dato dall'obiettivo +10 provocò un'eccessiva parallasse, e molte persone trovarono difficili da vedere le immagini prodotte da esso. Allo stesso modo, la profondità delle immagini scattate con l'obiettivo -3 era in qualche modo sottile.
Il Macro Realist fu prodotto per circa un anno, terminando la produzione nel 1972. Tuttavia, le scorte esistenti furono vendute lentamente, ed erano ancora disponibili presso Realist Inc. fino al 1976. Si stima che furono prodotte solo circa 350 unità. A differenza dei modelli Realist più convenzionali, il Macro Realist appare raramente su eBay e quando lo fa il prezzo richiesto è nella gamma di 6000 dollari.

## Dopo il 1971

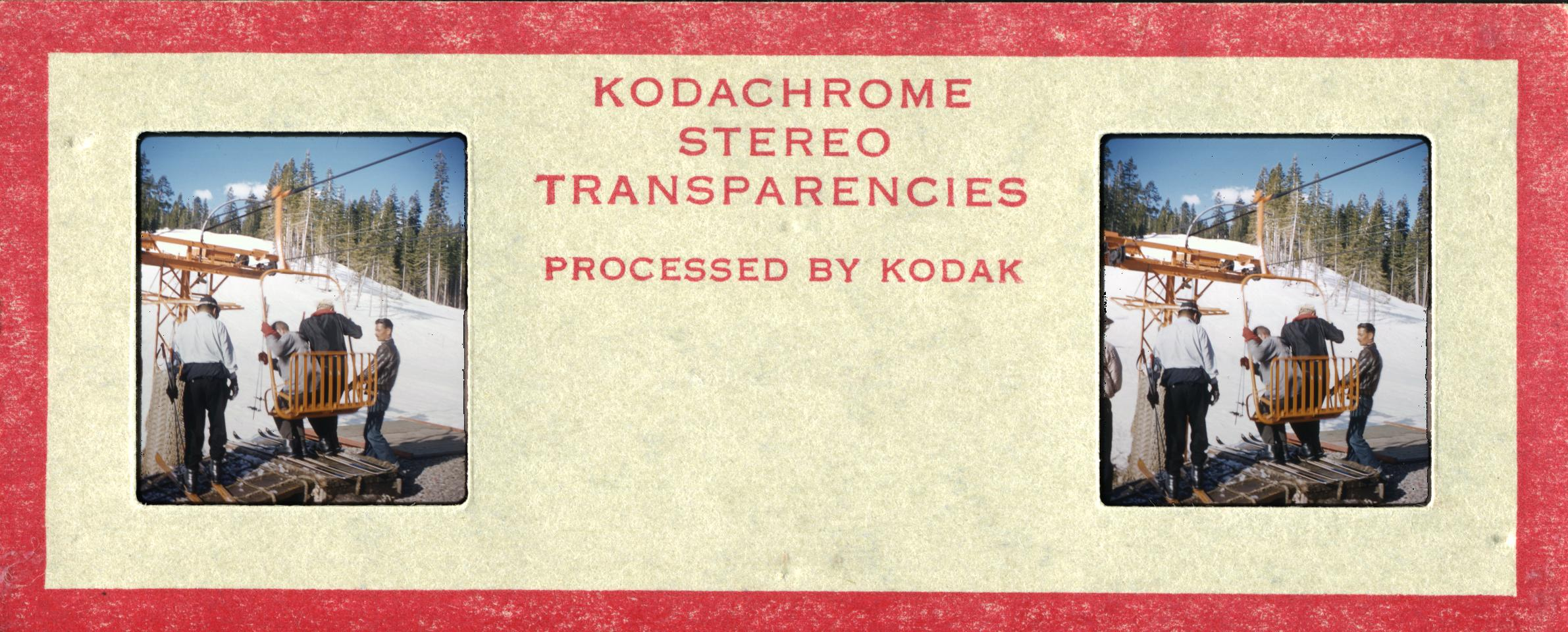
Supporto standard usato da Kodak fino al 1957. Notare lo schema a colori più vecchio. Non c'era la data di elaborazione in rilievo.

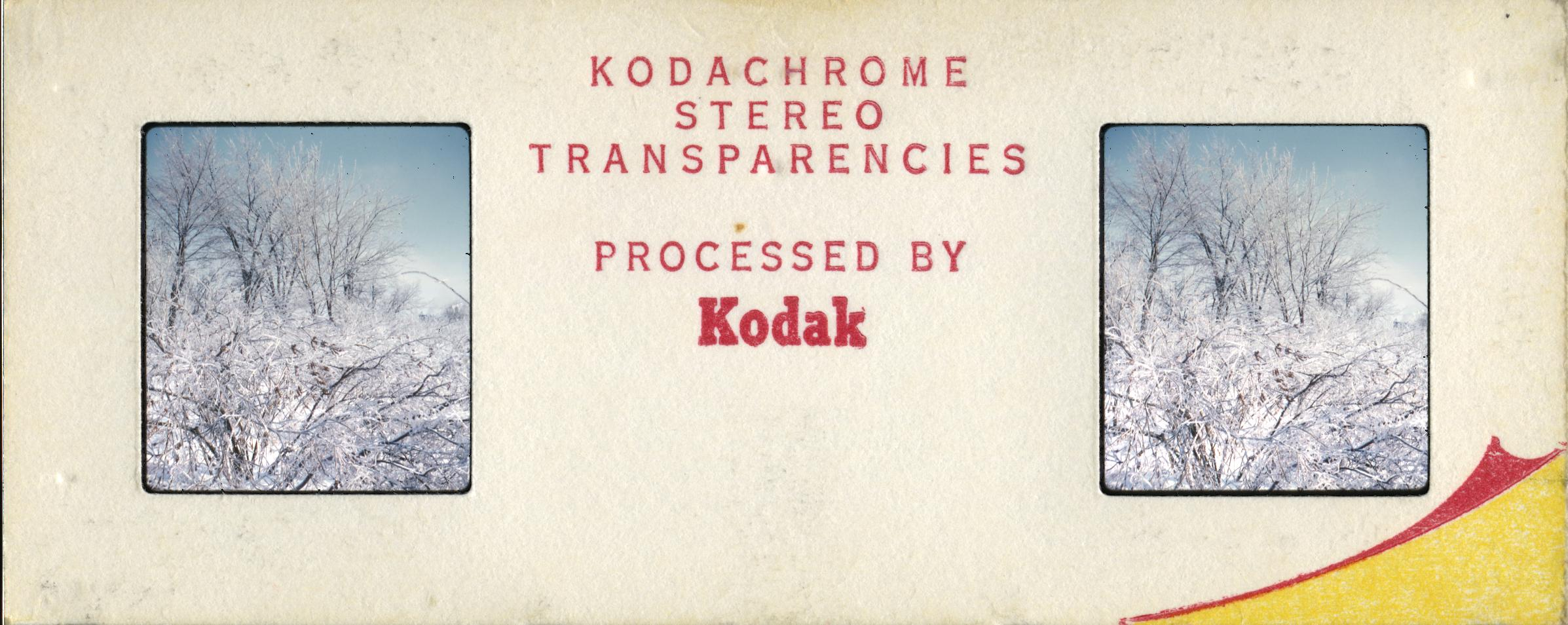
Il supporto standard utilizzato da Kodak dopo il 1958, notare la moderna combinazione di colori. La data di elaborazione fu impressa sull'altro lato.

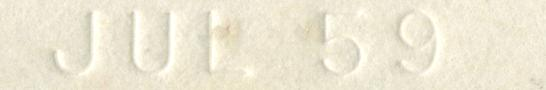
Data in rilievo sul successivo supporto stereo Kodak.

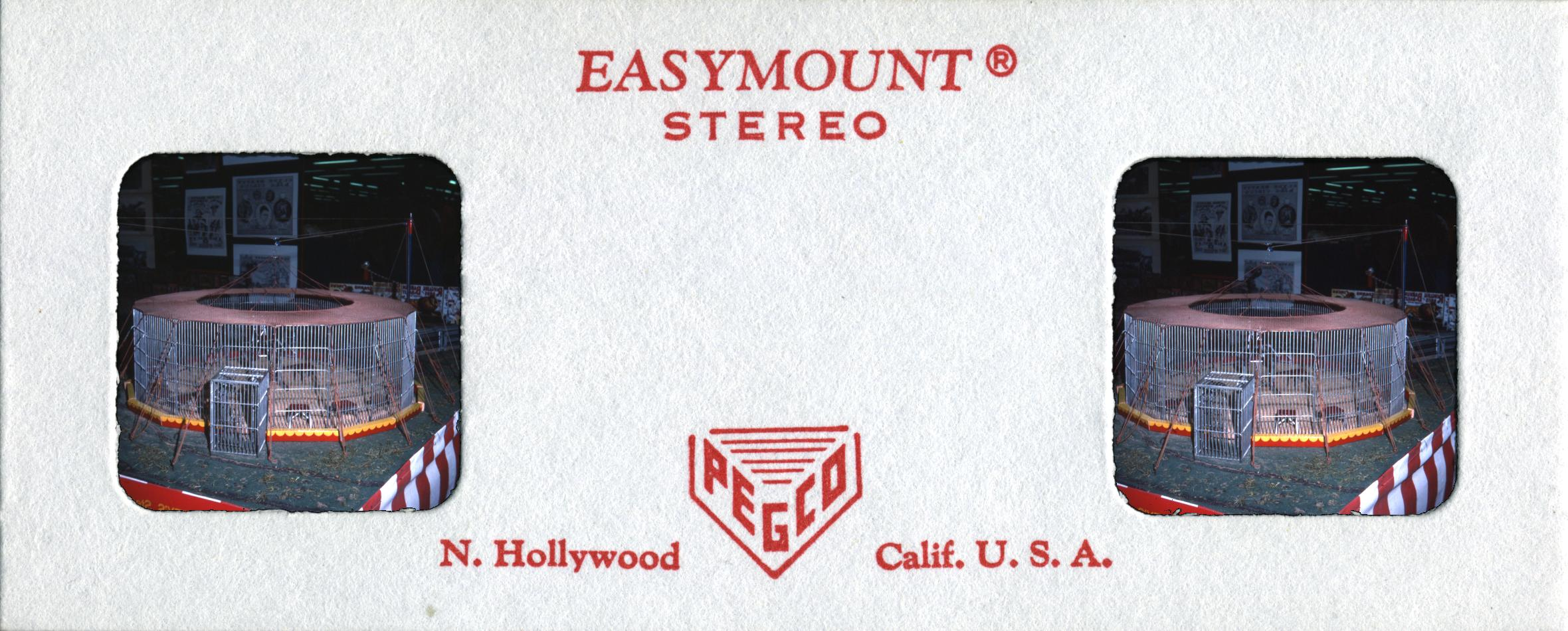
Slip di cartone di terze parti nel supporto, finestra non regolabile.

Come accennato in precedenza, sia i Macro Realist che i vecchi Realist erano ancora disponibili come nuove fotocamere fino al 1976. Altri Realist potrebbero essere stati venduti dai rivenditori come New Old Stock anche dopo il 1971.
La fine della produzione Realist non segnò la fine del loro uso, né il sostegno del mercato. In effetti, molti avidi utenti Realist non erano nemmeno nati quando Realist cessò la produzione nel 1971.

### Servizi di montaggio
Nel libro Amazing 3D è indicato che Kodak abbandonò il suo servizio di montaggio nel 1955 e poi lo riprese dopo la scomparsa del Realist. Si deve notare, tuttavia, che in molte collezioni di diapositive stereo ci sono diapositive Kodak montate con le date scritte a mano dal 1956 al 1957, così come Kodak monta con date in rilievo dal 1958 al 1971 e in seguito. Ciò suggerisce che in realtà fu il servizio di montaggio di diapositive Realist che terminò nel 1955, poiché non sembra esistere alcuna diapositiva montata da Realist dopo quella data.
Kodak mantenne il suo servizio di montaggio di diapositive stereo fino alla fine degli anni '80. Ci sono ancora alcune aziende in grado di elaborare e montare diapositive stereo, principalmente per corrispondenza.
Dopo che la David White Company uscì dal settore della fotografia stereo, una società chiamata Sigma continuò a produrre maschere in alluminio in stile Realist senza marchio Realist fino a quando la fornitura di alluminio semirigido si essiccò. Questi furono venduti da aziende come Reel 3D Enterprises negli anni '80.
Altre opzioni di montaggio su slitta sono ancora disponibili. Ad esempio, il cartone Spicer Mount. I materiali di consumo sono generalmente disponibili presso i club di fotografia stereo, su eBay o presso le società di vendita per corrispondenza.
Oggi i fotografi Realist di solito montano le diapositive loro stessi. Sviluppano la pellicola commercialmente e restituito con una striscia non tagliata.

### Pellicola per diapositive
Stereo Realist fu progettato per utilizzare pellicole per diapositive. Sebbene sia possibile utilizzare la pellicola di stampa, non è mai stato facile trovare laboratori in grado di stampare correttamente stampe in formato 5P. Gli utenti che non eseguono la propria elaborazione cinematografica ma che dispongono del proprio scanner per pellicole da 35 mm e di un computer con software di fotoritocco come Photoshop o GIMP possono riportare i loro negativi non tagliati (dipendenti dal laboratorio) e possono preparare le immagini per la stampa su carta fotografica di dimensioni standard loro stessi.
La pellicola per diapositive non è più così comune come una volta. La pellicola per diapositive è rimasta popolare per gli usi generali non stereo durante gli anni '80 e fino al 2005 era disponibile almeno un tipo di pellicola per diapositive nella maggior parte dei luoghi che vendevano pellicole stampate. Alla fine del 2006 l'immagine fotografica era cambiata e le pellicole per diapositive divenne difficile da trovare. Per i consumatori generici, le diapositive furono sostituite con tecnologie come videocamere e CD fotografici (in bundle con una serie di stampe). Il film stesso, sia di diapositiva che di stampa, è stato reso scarso dalla fotografia digitale. La pellicola per diapositive rimane disponibile come prodotto professionale ed è disponibile nei negozi di macchine fotografiche e tramite vendita per corrispondenza.
La maggior parte delle diapositive stereo vintage sono state realizzate su pellicole per diapositive Kodachrome . Kodachrome era popolare tra i fotografi stereo perché aveva una migliore riproduzione dei colori rispetto ad altri film trasparenti disponibili all'epoca (come Anscochrome) e a grana bassa (specialmente nel film ASA Kodachrome 10, che era standard nei primi anni '50, e dopo 25 film ASA). I collezionisti di diapositive vintage apprezzano il fatto che abbia resistito molto meglio di altri film a colori. Diapositive Stereo visualizzati in proiettori per diapositive portatili rivelano un sacco di dettagli, rendendo la grana più evidente. Sfortunatamente, nel 2009 Kodak ha cessato la produzione di Kodachrome, e l'ultimo laboratorio ha smesso di svilupparlo alla fine del 2010.
Altre pellicole per diapositive sono ancora disponibili e possono essere utilizzate. Ad esempio, Velvia di Fuji e i film di diapositive (a partire dal 2016) di Film Ferrania.

### Fotografia stereo digitale
La fotografia digitale sta cambiando il mercato della fotografia stereo. I fotografi stereo sono sempre stati appassionati sperimentatori, e molti ora usano due fotocamere digitali e proiettano stereo usando proiettori di dati e lenti polarizzanti.
Con la recente popolarità di film 3D, televisori 3D e giochi per computer 3D, c'è stato un rinnovato interesse per la fotografia stereo. Le fotocamere digitali stereo di consumo stanno iniziando ad apparire sul mercato (come la Fujifilm FinePix Real 3D W1 e il suo successore, la W3), ma ai suoi tempi non sono ancora diventate famose come lo Stereo Realist, sebbene la Fuji W3 abbia ha già venduto lo Stereo Realist e dovrebbe essere venduto a tutte le telecamere stereo degli anni '50 combinate entro settembre 2011.

### Uso e disponibilità
Ci sono ancora utenti di telecamere Stereo Realist dedicati e club di fotografia stereo attivi in tutto il mondo.

### Marchio
Il marchio hi-fi di RadioShack " Realistic " era originariamente "Realist" al suo lancio nel 1954, ma è stato ribattezzato a causa della precedente rivendicazione del produttore della fotocamera sul marchio.
Il marchio "Stereo Realist" è attualmente registrato da John J. Zelenka ed è attualmente utilizzato come società di produzione e servizi 3D con sede a New York.

## Lavori pubblicati con la Stereo Realist
Leo Villa, meccanico di Bluebirds di Sir Malcolm e Donald Campbell, ricevette una Stereo Realist da Campbell nel 1955. Molte delle sue fotografie sono state recentemente pubblicate in forma di libro come anaglifi policromi (ovvero singole fotografie composte visualizzate attraverso gli occhiali colorati).
Harold Lloyd prese migliaia di diapositive stereo con il suo Realist e scrisse l'introduzione al Manuale del realista stereo pubblicato da Morgan e Lester. Ha anche preso alcune delle immagini stereo utilizzate in quel libro. Molte delle sue foto di celebrità di Hollywood sono state pubblicate nel libro 3D Hollywood e in Hollywood Nudes in 3-D!.